# V489 Близнецов
V489 Близнецов (лат. V489 Geminorum) — двойная затменная переменная звезда типа W Большой Медведицы (EW) в созвездии Близнецов на расстоянии (вычисленном из значения параллакса) приблизительно 11 732 световых лет (около 3 597 парсек) от Солнца. Видимая звёздная величина звезды — от +17,59m до +16,82m. Орбитальный период — около 0,3061 суток (7,3455 часа).

## Характеристики
Первый компонент — жёлтая звезда спектрального класса G. Эффективная температура — около 5220 К.
Второй компонент — жёлтая звезда спектрального класса G.